# 崔载阳
崔载阳（1902年—1991年），男，广东增城人，中华民国教育学家，国立中山大学教授。1945年入选98名最优秀教授党员。